# Maulbeeraue
Maulbeeraue este o arie protejată (arie specială de conservare — SAC, sit de importanță comunitară — SCI) din Germania întinsă pe o suprafață de 418,85 ha, integral pe uscat.

## Localizare
Centrul sitului Maulbeeraue este situat la coordonatele 49°39′39″N 8°22′19″E / 49.6608°N 8.3719°E.

## Înființare
Situl Maulbeeraue a fost declarat sit de importanță comunitară în iunie 2000 pentru a proteja 1 specie de animale. Situl a fost protejat și ca arie specială de conservare în martie 2008.

## Biodiversitate
Situată în ecoregiunea continentală, aria protejată conține 5 habitate naturale: Lacuri eutrofice naturale cu vegetație de tip Magnopotamion sau Hydrocharition, Pajiști uscate seminaturale și facies de acoperire cu tufișuri pe substraturi calcaroase (Festuco-Brometalia) (* situri importante pentru orhidee), Pajiști aluvionare inundabile, de Cnidion dubii, Fânețe de joasă altitudine (Alopecurus pratensis, Sanguisorba officinalis), Păduri aluvionare cu Alnus glutinosa și Fraxinus excelsior (Alno-Padion, Alnion incanae, Salicion albae).
La baza desemnării sitului se află o specie protejată de  păsări: lăcar-de-lac (Acrocephalus scirpaceus).
Pe lângă speciile protejate, pe teritoriul sitului au mai fost identificate 10 specii de plante.